# علي بلاغي (خدا أفرين)
علي بلاغي هي قرية في مقاطعة خدا أفرين، إيران. عدد سكان هذه القرية هو 61 في سنة 2006.